# Mount Pocono
Mount Pocono är ett borough i Monroe County i delstaten Pennsylvania. Vid 2010 års folkräkning hade Mount Pocono 3 140 invånare.